# World Poker Tour Saison 16
La saison 16 du World Poker Tour (WPT) est un tournoi de poker qui se tient en 2017 et 2018.

## Résultats

### WPT Pékin
- Casino : Nuo Hotel Beijing, Pékin,  Chine[1],[2]
- Prix d'entrée : sur invitation[1],[2]
- Date : Du 15 au 19 avril 2017[1],[2]
- Nombre de joueurs : 400
- Prize Pool : 1 393 924 $
- Nombre de places payées : 50

| Place | Nom          | Prix      |
| ----- | ------------ | --------- |
| 1er   | Pete Chen    | 299 425 $ |
| 2e    | Ke Chen      | 199 278 $ |
| 3e    | Yingqi Lu    | 128 101 $ |
| 4e    | Wenbin Zhang | 84 974 $  |
| 5e    | Yan Tan      | 65 401 $  |
| 6e    | Diwei Huang  | 54 168 $  |

### WPT Amsterdam
- Casino : Holland Casino, Amsterdam,  Pays-Bas[3],[4]
- Prix d'entrée : 3 300 €[3],[4]
- Date : Du 9 au 13 mai 2017[3],[4]
- Nombre de joueurs : 224
- Prize Pool : 672 000 €
- Nombre de places payées : 28

| Place | Nom               | Prix      |
| ----- | ----------------- | --------- |
| 1er   | Daniyar Aubakirov | 166 344 € |
| 2e    | Louis Salter      | 116 314 € |
| 3e    | Jan Jansma        | 71 471 €  |
| 4e    | Shyngis Satubayev | 43 475 €  |
| 5e    | Jorn Walthaus     | 33 572 €  |
| 6e    | Jonathan Rozema   | 27 822 €  |

### WPT Choctaw
- Casino : Choctaw Casino & Resort, Durant, Oklahoma,  États-Unis[5],[6]
- Prix d'entrée : 3 700 $[5],[6]
- Date : Du 4 au 8 août 2017[5],[6]
- Nombre de joueurs : 924
- Prize Pool : 3 121 980 $
- Nombre de places payées : 99

| Place | Nom             | Prix      |
| ----- | --------------- | --------- |
| 1er   | Jay Lee         | 593 173 $ |
| 2e    | Jeb Hutton      | 366 895 $ |
| 3e    | Joshua Kay      | 270 801 $ |
| 4e    | Michael Stashin | 202 617 $ |
| 5e    | Paul Fisher     | 153 508 $ |
| 6e    | Eric Bunch      | 117 761 $ |

### WPT Legends of Poker
- Casino : Bicycle Casino, Los Angeles,  États-Unis[7],[8]
- Prix d'entrée : 4 000 $[7],[8]
- Date : Du 26 au 31 août 2017[7],[8]
- Nombre de joueurs : 763
- Prize Pool : 2 738 407 $
- Nombre de places payées :

| Place | Nom                | Prix      |
| ----- | ------------------ | --------- |
| 1er   | Artur Papazyan     | 668 692 $ |
| 2e    | Phil Hellmuth      | 364 370 $ |
| 3e    | J.C. Tran          | 217 040 $ |
| 4e    | D.J. Alexander     | 161 490 $ |
| 5e    | Marvin Rettenmaier | 120 775 $ |
| 6e    | Adam Swan          | 91 825 $  |

### WPT Borgata Poker Open
- Casino : Borgata Hotel Casino & Spa, Atlantic City,  États-Unis[9],[10]
- Prix d'entrée : 3 500 $[9],[10]
- Date : Du 17 au 22 septembre 2017[9],[10]
- Nombre de joueurs : 1 132
- Prize Pool : 3 623 532 $
- Nombre de places payées : 110

| Place | Nom           | Prix      |
| ----- | ------------- | --------- |
| 1er   | Guoliang Chen | 789 058 $ |
| 2e    | Gregory Weber | 471 059 $ |
| 3e    | Jia Liu       | 288 071 $ |
| 4e    | Matthew Parry | 240 965 $ |
| 5e    | Cliff Josephy | 199 294 $ |
| 6e    | Thomas Paul   | 161 247 $ |

### WPT Maryland Live
- Casino : Maryland Live Casino, Hanover, Maryland,  États-Unis[11],[12]
- Prix d'entrée : 3 500 $[11],[12]
- Date : Du 30 septembre au 4 octobre 2017[11],[12]
- Nombre de joueurs : 561
- Prize Pool : 2 000 000 $
- Nombre de places payées : 71

| Place | Nom              | Prix      |
| ----- | ---------------- | --------- |
| 1er   | Artur Papazyan   | 389 405 $ |
| 2e    | Zachary Donovan  | 262 930 $ |
| 3e    | Thomas Reynolds  | 168 990 $ |
| 4e    | Randal Heeb      | 120 165 $ |
| 5e    | Grigoriy Shvarts | 92 015 $  |
| 6e    | Timothy Chang    | 76 620 $  |

### WPT Bounty Scramble
- Casino : bestbet Jacksonville, Jacksonville, Floride,  États-Unis[13],[14]
- Prix d'entrée : 5 000 $[13],[14]
- Date : Du 21 au 25 octobre 2017[13],[14]
- Nombre de joueurs : 323
- Prize Pool : 1 501 950 $
- Nombre de places payées : 41

| Place | Nom            | Prix      |
| ----- | -------------- | --------- |
| 1er   | Paul Petraglia | 315 732 $ |
| 2e    | Samuel Panzica | 210 783 $ |
| 3e    | Darren Elias   | 135 548 $ |
| 4e    | John Esposito  | 86 440 $  |
| 5e    | Gaurav Raina   | 66 674 $  |
| 6e    | Shankar Pillai | 55 191 $  |

### WPT Montréal
- Casino : Playground Poker Club, Kahnawake,  Canada[15],[16]
- Prix d'entrée : 3 850 CAD[15],[16]
- Date : Du 10 au 16 novembre 2017[15],[16]
- Nombre de joueurs : 606
- Prize Pool : 2 057 370 CAD
- Nombre de places payées : 76

| Place | Nom           | Prix        |
| ----- | ------------- | ----------- |
| 1er   | Maxime Heroux | 403 570 CAD |
| 2e    | Pat Quinn     | 271 030 CAD |
| 3e    | Derek Wolters | 173 220 CAD |
| 4e    | Brendan Baksh | 124 310 CAD |
| 5e    | Éric Afriat   | 95 370 CAD  |
| 6e    | David Peters  | 78 050 CAD  |

### WPT Five Diamond World Poker Classic
- Casino : Bellagio, Las Vegas,  États-Unis[17],[18]
- Prix d'entrée : 10 400 $[17],[18]
- Date : Du 5 au 10 décembre 2017[17],[18]
- Nombre de joueurs : 812
- Prize Pool : 7 876 400 $
- Nombre de places payées : 81

| Place | Nom              | Prix        |
| ----- | ---------------- | ----------- |
| 1er   | Ryan Tosoc       | 1 958 065 $ |
| 2e    | Alex Foxen       | 1 134 202 $ |
| 3e    | Mike Del Vecchio | 752 196 $   |
| 4e    | Sean Perry       | 504 090 $   |
| 5e    | Ajay Chabra      | 350 500 $   |
| 6e    | Richard Kirsch   | 271 736 $   |

### WPT European Championship
- Casino : Casino Spielbank, Berlin,  Allemagne[19],[20]
- Prix d'entrée : 3 300 €[19],[20]
- Date : Du 10 au 15 janvier 2018[19],[20]
- Nombre de joueurs : 339
- Prize Pool : 767 100 €
- Nombre de places payées : 43

| Place | Nom             | Prix      |
| ----- | --------------- | --------- |
| 1er   | Ole Schemion    | 218 435 € |
| 2e    | Michal Mrakeš   | 143 845 € |
| 3e    | Patrice Brandt  | 93 105 €  |
| 4e    | Michael Behnert | 60 730 €  |
| 5e    | Han Kuo         | 46 705 €  |
| 6e    | Amjad Nader     | 39 010 €  |

### WPT Lucky Hearts Poker Open
- Casino : Seminole Hard Rock Hotel & Casino, Hollywood, Floride,  États-Unis[21],[22]
- Prix d'entrée : 3 500 $[21],[22]
- Date : Du 19 au 24 janvier 2018[21],[22]
- Nombre de joueurs : 911
- Prize Pool : 2 915 200 $
- Nombre de places payées : 114

| Place | Nom                | Prix      |
| ----- | ------------------ | --------- |
| 1er   | Darryll Fish       | 511 604 $ |
| 2e    | Aleksandr Shevelev | 331 116 $ |
| 3e    | Andy Frankenberger | 244 342 $ |
| 4e    | Nesrine Reilly     | 182 249 $ |
| 5e    | Brett Bader        | 137 440 $ |
| 6e    | Alan Krockey       | 104 784 $ |

### WPT Borgata Winter Poker Open
- Casino : Borgata Hotel Casino & Spa, Atlantic City,  États-Unis[23],[24]
- Prix d'entrée : 3 500 $[23],[24]
- Date : Du 28 janvier au 2 février 2018[23],[24]
- Nombre de joueurs : 1 244
- Prize Pool : 3 967 000 $
- Nombre de places payées : 156

| Place | Nom            | Prix      |
| ----- | -------------- | --------- |
| 1er   | Éric Afriat    | 651 928 $ |
| 2e    | Justin Zaki    | 434 614 $ |
| 3e    | Zach Gruneberg | 321 533 $ |
| 4e    | Joe McKeehen   | 240 251 $ |
| 5e    | Michael Marder | 181 329 $ |
| 6e    | Stephen Song   | 138 254 $ |

### WPT Fallsview Poker Classic
- Casino : Niagara Fallsview Casino Resort, Niagara Falls,  Canada[25],[26]
- Prix d'entrée : 5 000 CAD[25],[26]
- Date : Du 10 au 12 février 2018[25],[26]
- Nombre de joueurs : 517
- Prize Pool : 2 337 803 CAD
- Nombre de places payées : 67

| Place | Nom                      | Prix        |
| ----- | ------------------------ | ----------- |
| 1er   | Mike Leah                | 451 821 CAD |
| 2e    | Ryan Yu                  | 301 217 CAD |
| 3e    | Timothy Rutherford       | 222 315 CAD |
| 4e    | Carlos Chadha Villamarin | 165 847 CAD |
| 5e    | Daniel Wagner            | 125 069 CAD |
| 6e    | Joe Ferrier              | 95 355 CAD  |

### WPT LA Poker Classic
- Casino : Commerce Casino, Los Angeles,  États-Unis[27],[28]
- Prix d'entrée : 10 000 $[27],[28]
- Date : Du 24 février au 1er mars 2018[27],[28]
- Nombre de joueurs : 493
- Prize Pool : 4 681 035 $
- Nombre de places payées : 62

| Place | Nom             | Prix        |
| ----- | --------------- | ----------- |
| 1er   | Dennis Blieden  | 1 000 000 $ |
| 2e    | Toby Lewis      | 600 630 $   |
| 3e    | Derek Wolters   | 430 210 $   |
| 4e    | Marc Macdonnell | 319 310 $   |
| 5e    | Peter Hengsakul | 244 430 $   |
| 6e    | Manuel Solsona  | 186 235 $   |

### WPT Rolling Thunder
- Casino : Thunder Valley Casino Resort,  Lincoln,  États-Unis[29],[30]
- Prix d'entrée : 3 500 $[29],[30]
- Date : Du 2 au 6 mars 2018[29],[30]
- Nombre de joueurs : 440
- Prize Pool : 1 408 000 $
- Nombre de places payées : 55

| Place | Nom                | Prix      |
| ----- | ------------------ | --------- |
| 1er   | David Larson       | 295 128 $ |
| 2e    | Ian Steinman       | 201 428 $ |
| 3e    | Joe McKeehen       | 131 081 $ |
| 4e    | Ping Liu           | 97 510 $  |
| 5e    | Andreas Kniep      | 69 650 $  |
| 6e    | Dejuante Alexander | 56 417 $  |

### WPT Seminole Hard Rock Poker Showdown
- Casino : Seminole Hard Rock Hotel & Casino, Hollywood, Floride,  États-Unis[31],[32]
- Prix d'entrée : 3 500 $[31],[32]
- Date : Du 13 au 18 avril 2018[31],[32]
- Nombre de joueurs : 1 309
- Prize Pool : 4 188 800 $
- Nombre de places payées : 164

| Place | Nom              | Prix      |
| ----- | ---------------- | --------- |
| 1er   | Scott Margereson | 696 740 $ |
| 2e    | Faraz Jaka       | 454 496 $ |
| 3e    | Brian Hastings   | 336 466 $ |
| 4e    | Joseph Couden    | 251 523 $ |
| 5e    | Matthew Stout    | 189 880 $ |
| 6e    | Jefferey Fielder | 144 775 $ |

### WPT Amsterdam 2
- Casino : Holland Casino, Amsterdam,  Pays-Bas[33],[34]
- Prix d'entrée : 3 300 €[33],[34]
- Date : Du 16 au 20 avril 2018[33],[34]
- Nombre de joueurs : 207
- Prize Pool : 590 170 €
- Nombre de places payées : 26

| Place | Nom           | Prix      |
| ----- | ------------- | --------- |
| 1er   | Rens Feenstra | 156 370 € |
| 2e    | Ema Zajmovic  | 100 260 € |
| 3e    | Firoz Mangroe | 60 140 €  |
| 4e    | Gary Miller   | 36 795 €  |
| 5e    | Louis Salter  | 28 415 €  |
| 6e    | Paul Berende  | 23 550 €  |

### WPT Bellagio Elite Poker Championship
- Casino : Bellagio, Las Vegas,  États-Unis[35],[36]
- Prix d'entrée : 10 400 $[35],[36]
- Date : Du 1er au 6 mai 2018[35],[36]
- Nombre de joueurs : 126
- Prize Pool : 1 222 200 $
- Nombre de places payées : 16

| Place | Nom              | Prix      |
| ----- | ---------------- | --------- |
| 1er   | Larry Greenberg  | 378 879 $ |
| 2e    | Danny Qutami     | 223 663 $ |
| 3e    | James Collopy    | 146 644 $ |
| 4e    | Adrian Garduno   | 100 832 $ |
| 5e    | Ryan Van Sanford | 78 221 $  |
| 6e    | Cary Katz        | 60 499 $  |

### WPT Bobby Baldwin Classic
- Casino : Aria Resort & Casino, Las Vegas,  États-Unis[37],[38]
- Prix d'entrée : 10 000 $[37],[38]
- Date : Du 20 au 23 mai 2018[37],[38]
- Nombre de joueurs : 162
- Prize Pool : 1 555 200 $
- Nombre de places payées : 21

| Place | Nom             | Prix      |
| ----- | --------------- | --------- |
| 1er   | Darren Elias    | 387 580 $ |
| 2e    | Hui Chen-Kuo    | 248 380 $ |
| 3e    | Joe McKeehen    | 178 610 $ |
| 4e    | Dietrich Fast   | 130 895 $ |
| 5e    | Samuel Panzica  | 97 795 $  |
| 6e    | Jonathan Little | 74 520 $  |

### WPT Tournament of Champions
- Casino : Aria Resort & Casino, Las Vegas,  États-Unis[39],[40]
- Prix d'entrée : 15 000 $[39],[40]
- Date : Du 24 au 26 mai 2018[39],[40]
- Nombre de joueurs : 80
- Prize Pool : 1 365 000 $
- Nombre de places payées : 10

| Place | Nom             | Prix      |
| ----- | --------------- | --------- |
| 1er   | Matt Waxman     | 463 375 $ |
| 2e    | Matas Cimbolas  | 265 590 $ |
| 3e    | Darren Elias    | 177 060 $ |
| 4e    | David Benyamine | 123 045 $ |
| 5e    | Nick Schulman   | 89 290 $  |
| 6e    | J. C. Tran      | 67 800 $  |